# ゆめタウン大江
ゆめタウン大江（ゆめタウンおおえ）は、2014年6月26日に開業した熊本県熊本市中央区に位置する株式会社イズミの運営する食品スーパー、ゆめマート大江の旧名称。直営の衣料品・食料品売場などのほかに複数の店舗の専門店が並んでおり、ショッピングセンターとしての一面も持つ。
もともとこの敷地には、日本たばこ産業熊本工場が立地していた。JT熊本工場跡地の再開発事業の中核施設である。店舗は熊本学園大学などの学校や熊本県立劇場などが集う熊本県内随一の文教エリアに立地している。
熊本県内では7店舗目、熊本市内では2002年に開業した「ゆめタウンはません」「ゆめタウンサンピアン」以来の出店となった。
ゆめマート玉名同様2020年9月1日に改称。尚、改称にあたっての公式リリースは無かった。

## 概要
- 所在地：熊本県熊本市中央区大江3丁目2番40号
- 営業時間：9:00 - 22:00
- 駐車場：445台（平面179台・屋上266台）
- 駐輪場：210台

## 主なテナント
ファッション、雑貨など
- グリーンパークストピック
- オッジ・インターナショナル
- ブージュルード by フリッド
- ママイクコ
- ハビタ
- タイムタイム（時計）
- ABCマート
- メガネのヨネザワ
- ダイソー

ファーストフード、レストランなど
- 五山坊 壱の蔵
- 口福堂（和菓子）
- 大阪王将
- ミスタードーナツ
- ケンタッキーフライドチキン
- たこ一番（たこ焼き）
- グレンドール（ベーカリー）
- さかえ屋
- スパユキ（パスタ＆スイーツ）
- 不二家

サービス系、その他
- 保険ひろば
- ブラージュ（美容室）
- フォルチェ（エステ）
- ほぐし屋本舗
- ホームドライ（クリーニング）
- ナチュラル（鍵修理）
- ワイモバイル
- ATM（肥後銀行・ゆうちょ銀行）

## 再開発地区内のテナント
- ケーズデンキ 熊本中央店
- スターバックスコーヒー 熊本大江店
- 焼肉館彩炉 葉菜焼肉 学園大通り店
- 肥後銀行 学園大通支店
- 熊本銀行 大江白川支店
- MJR大江（分譲マンション）
- くまもと森都総合病院
- 大腸肛門病センター 高野病院
- タケシタ調剤薬局
- 大江の森保育園（事業所内保育施設）

## 交通アクセス

### バス
- 熊本都市バス 「学園大前」バス停下車
  - 駅3 中央環状線
  - 鹿1 大江城西線（桜町BT⇔県立劇場、水前寺駅北口）
  - 新1 大江城西線（水前寺駅北口発桜町BT・新町・城西校行き）
  - 子2・子3　子飼渡瀬線
  - 子5　昭和町線（上熊本駅発昭和町行き）
  - 上5　昭和町線（昭和町発上熊本駅行き）
  - 鹿3　熊本駅長嶺線